# Герке, Август Антонович
Август Антонович Герке (11 ноября 1841 года, Санкт-Петербург — 27 февраля 1902 года, там же) — русский юрист, сенатор Правительствующего Сената Российской империи, присяжный поверенный округа Санкт-Петербургской судебной палаты, общественный и музыкальный деятель, педагог. Тайный советник.

## Биография
Родился в дворянской семье старинного немецко-польского рода Герке. Отец его пианист-виртуоз и музыкальный педагог Антон Августович Герке имел звание пианиста Его Императорского Величества Николая I. Два брата и сестра отца были прекрасными исполнителями на музыкальных инструментах. Семья Герке имела давние музыкальные традиции, три поколения серьёзно занимались музыкой.
Получил хорошее домашнее образование. В 1861 году окончил Императорское Училище правоведения в Санкт-Петербурге. После окончания училища служил чиновником в 1-м департаменте Правительствующего Сената.
В 1864—1866 гг. товарищ председателя Херсонской палаты нового гражданского суда. В 1866—1868 гг служил товарищем прокурора Петербургского окружного суда.
В 1868 году вступил в сословие присяжных поверенных и стал присяжным поверенным Петербургской окружной судебной палаты. В 1890 году перешёл на государственную службу, назначен членом консультации при Министре юстиции. В 1893 году сенатор гражданского кассационного департамента Правительствующего Сената.
Умер 27 февраля 1902 года в Санкт-Петербурге. Похоронен на Волковском лютеранском кладбище.

## Юридическая деятельность
Участвовал в судебных процессах по уголовным и гражданским делам, но выступал и на политических процессах: нечаевцев (1871), долгушинцев (1874), на процессе 193-х, «о цареубийстве 1 марта 1881» (защищал Гесю Гельфман), «Второго 1 марта» (1887) (защищал П. Я. Шевырёва) и др.

Пользовался доверием и авторитетом среди клиентов и коллег по адвокатуре.

Одновременно с государственной службой преподавал теорию гражданского судопроизводства в Императорском Училище правоведения.

С 1870 почётный мировой судья Валдайского уезда Новгородской губернии.

## Общественная и музыкальная деятельность
- Президент Петербургской евангелическо-лютеранской консистории (1897—1902).
- Член Русского музыкального общества (с 1895 член его Главной дирекции) и Петербургской консерватории.
- С 1869 почётный член Совета детских приютов Санкт-Петербурга
- Председатель Комитета благотворительного общества при судебном ведомстве
- Председатель Александрийского родовспомогательного приюта для женщин
- Член Совета эмеритурной кассы Министерства юстиции
- Председатель Юридического общества при Санкт-Петербургском университете
- Учредитель Евангелического прихода
- участник других общественных организаций

Известен, как прекрасный пианист и музыкальный деятель. Друг П. И. Чайковского и А. Г. Рубинштейна. 

Автор очерка о своем отце А. А. Герке («Русская старина», 1880, т. 28, август).

## Семья
Жена — Софья Юльевна Герке.
Сыновья:
- Антон Августович (1877 — до 1967) — юрист, окончил Училище правоведения в 1898 г[3]. Присяжный поверенный в Петрограде.
- Александр Августович (7.10.1878 — 27.09.1954) — юрист и педагог, закончил Императорское Училище правоведения в 1899 г. и в 1904 г. — историко-филолологический факультет Петербургского университета. Был оставлен для приготовления к профессорскому званию. Секретарь Петербургской судебной палаты, чиновник Министерства юстиции, титулярный советник. После Октябрьской революции 1917 года, преподаватель истории в гимназиях и школах. Умер в Ленинграде. Похоронен на Серафимовском кладбище.[4].
- Андрей Августович (1880 — до 1967) — юрист, окончил Училище правоведения в 1901 г.[5] Коллежский асессор. Призван в армию в годы Первой мировой войны. Прапорщик армейской пехоты.[6]

## Адрес
Санкт-Петербург Владимирский проспект 16